# 9M14嬰兒式反坦克飛彈

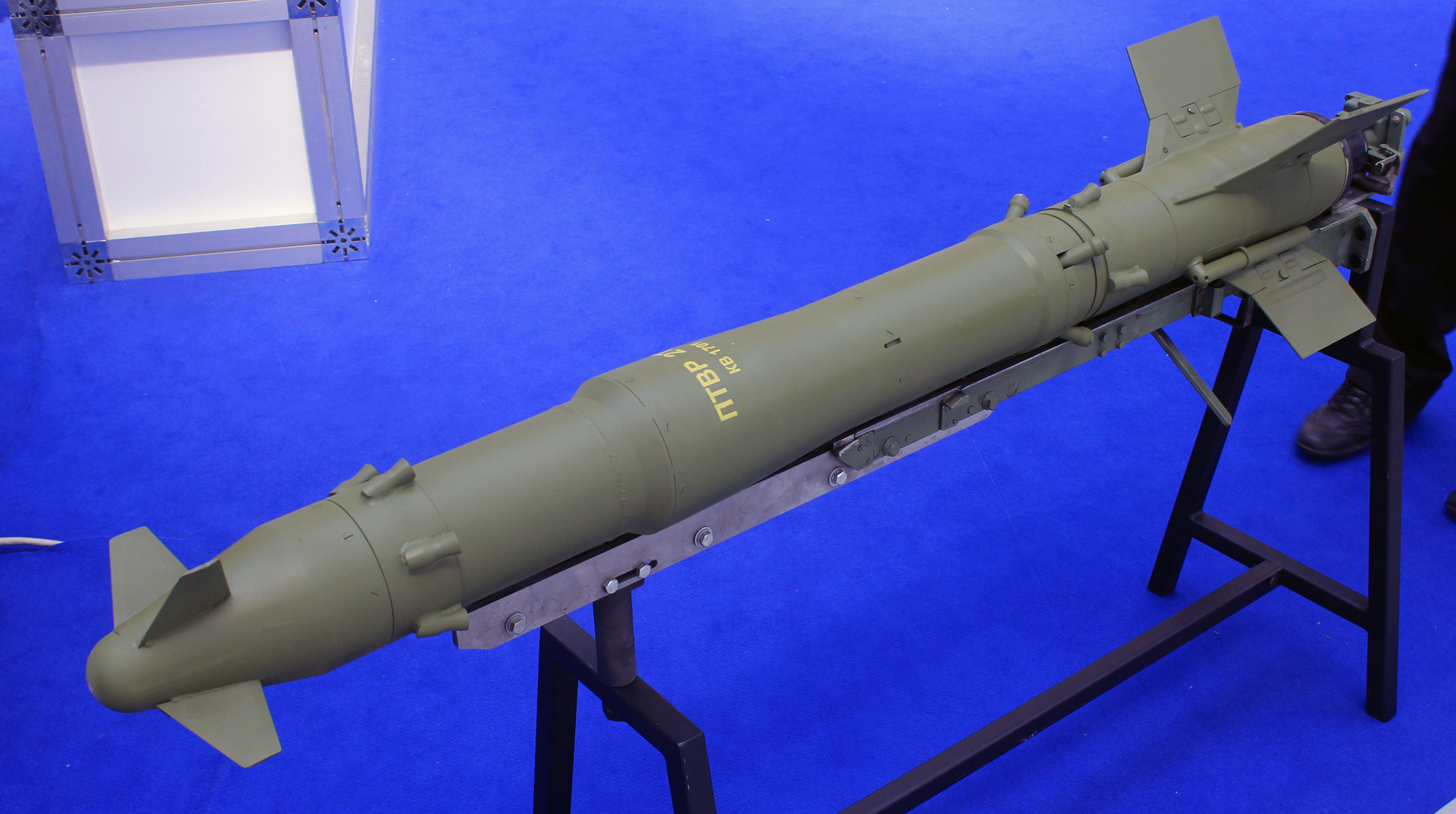
塞爾維亞製Malyutka 2T5

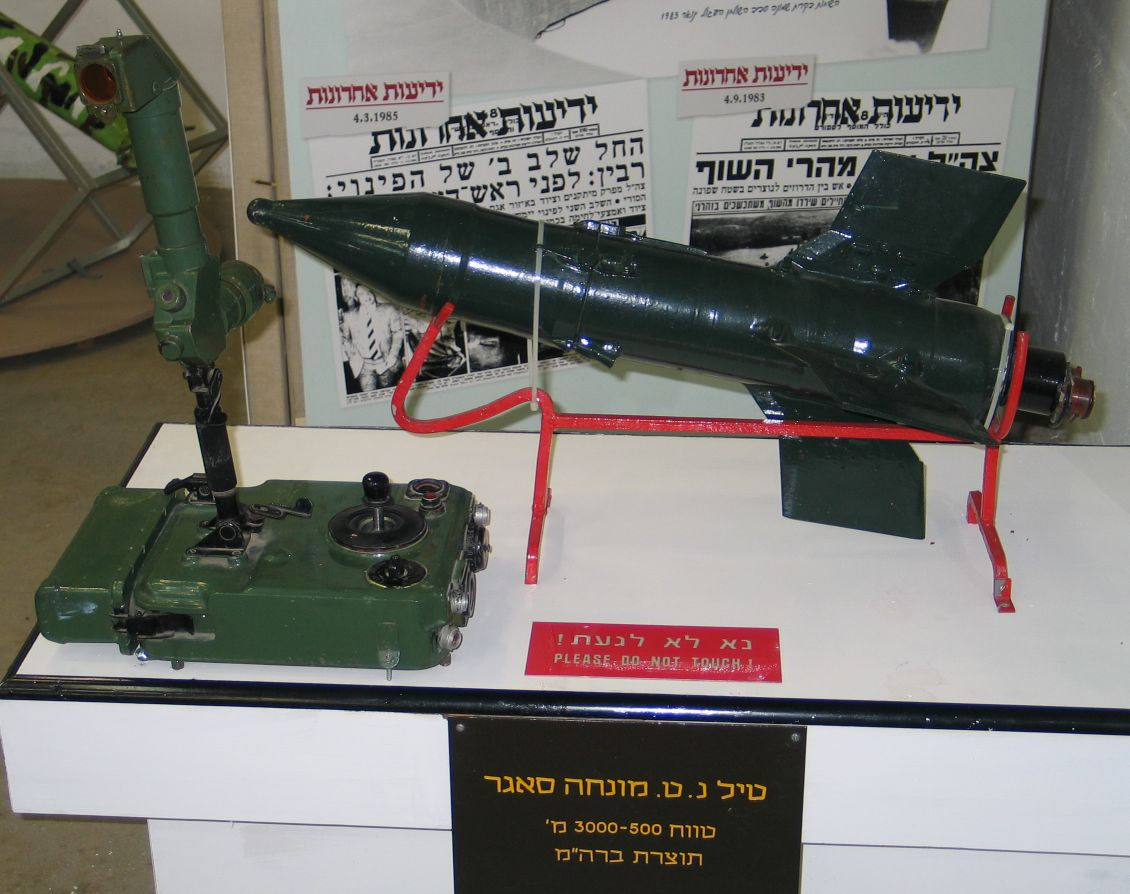
AT-3反坦克飛彈和其控制器

9M14「嬰兒」式（羅馬化：Malyutka）是蘇聯第一代的反坦克飛彈，其北約代號為AT-3「火泥箱」（英語：'Sagger'）。其最大特徵是控制方式是由有線傳送控制指令的控制器控制，操作的士兵如同玩電腦遊戲般利用操控手柄來控制飛彈行進方向，飛彈發射時把飛彈放置在發射箱的發射軌上，戰鬥部採用高爆反坦克彈，能炸穿400毫米厚裝甲。
嬰兒式除了由步兵發射也能裝配在BMP-1步兵戰車上發射。
1973年第四次中東戰爭，埃及軍利用嬰兒式伏擊以色列裝甲部隊並擊毀梅卡瓦坦克而而聲名大噪，北越在越戰當中也有使用。多国均有仿製此飛彈，其中中華人民共和國仿製品為紅箭-73；而中華民國仿製品被稱為昆吾飛彈。

## 基本資料

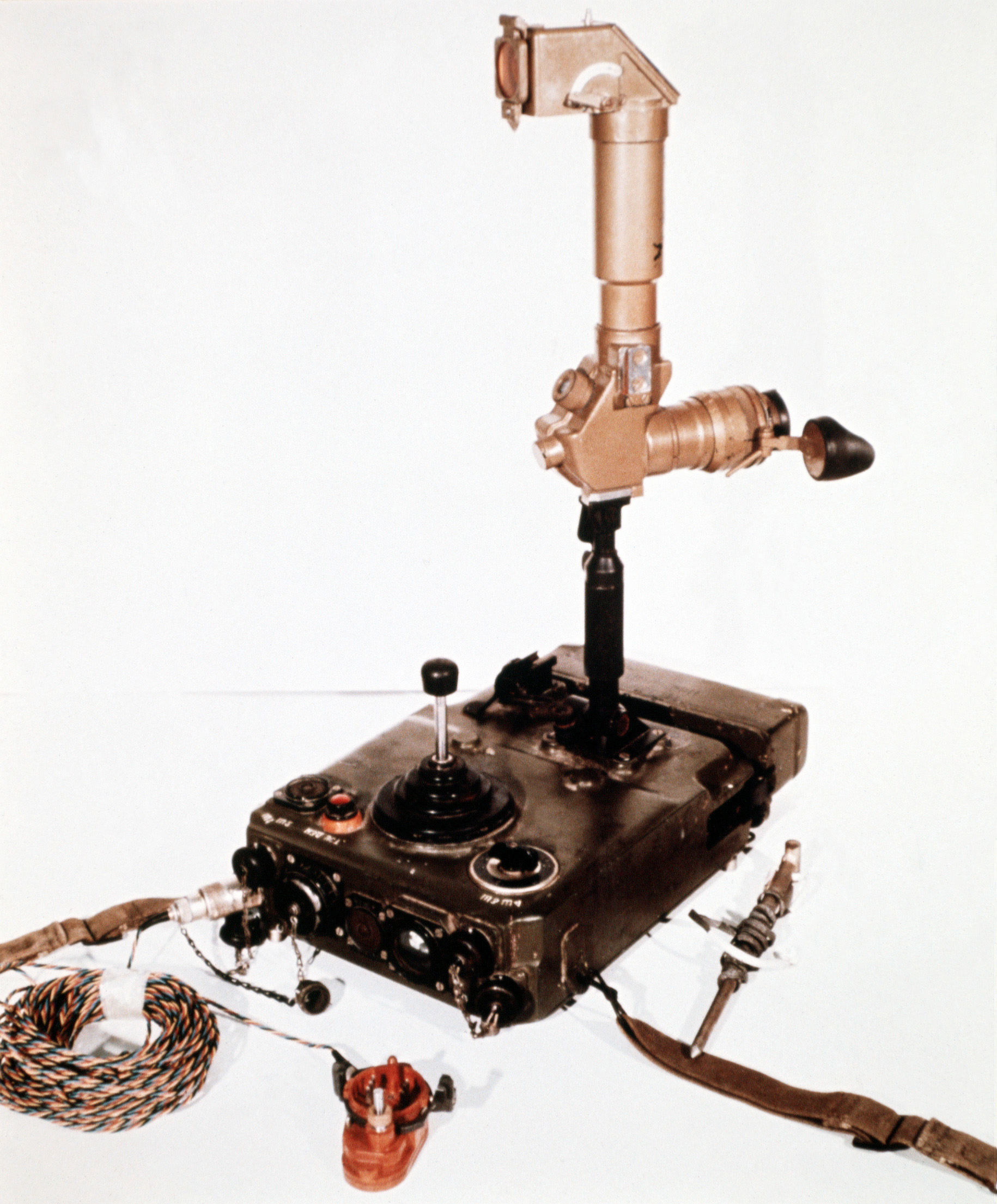
AT-3的控制器，AT-3採用有線控制，操作AT-3的士兵用控制手柄控制飛彈

- 彈重：11.3公斤
- 炸藥量：2.5公斤
- 彈長：0.84米
- 口徑：0.12米
- 最遠有效射程：3000米
- 最短射程：500米
- 速度：120米/秒
- 射速：2發/分
- 穿甲威力：150毫米/65度

## 使用國家

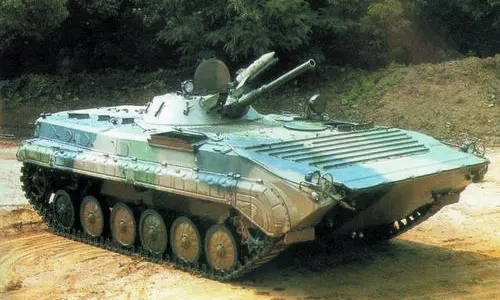
中國製86式步兵戰車(BMP-1)上裝備有紅箭-73(9K11)

- 苏联
- 阿富汗
- 阿尔及利亚
- 安哥拉
- 亞美尼亞
- 保加利亚
- 中华人民共和国
- 中華民國(未授權仿製版本昆吾飛彈)
- 古巴
- 捷克斯洛伐克
- 埃及
- 衣索比亞
- 匈牙利
- 伊朗
- 伊拉克
- 印度
- 朝鮮民主主義人民共和國
- 利比亞
- 蒙古国
- 摩洛哥
- 莫桑比克
- 尼加拉瓜
- 秘魯
- 波蘭
- 羅馬尼亞
- 塞爾維亞
- 斯洛維尼亞
- 叙利亚
- 乌干达
- 越南
- 尚比亞

## 外部連結
- short youtube video showing Sagger being unpacked and prepared to fire（页面存档备份，存于）
- FAS report on AT-3 SAGGER Anti-Tank Guided Missile（页面存档备份，存于）
- Russian webpage on AT-3 MALYUTKA（页面存档备份，存于）
- THE GREAT SAGGER PANIC - 1974 article（页面存档备份，存于）